# A Fish Called Selma
«A Fish Called Selma» (с англ. — «Рыбка по имени Сельма») — девятнадцатая серия седьмого сезона мультсериала «Симпсоны». Серия вышла 24 марта 1996 года.

## Сюжет
Шэф Виггам заставляет Троя МакКлюра выплатить штраф за опасное вождение. Не желая носить очки, он идёт в ДМВ, чтобы получить право ездить без очков. Он приглашает Сельму на ужин в ресторане, за то, что она дала ему право водить без очков. После обеда фотографы замечают вместе Троя и Сельму и печатают снимки в газете, которые становятся сенсацией (ведь в своё время слухи про сексуальные связи Троя с рыбами разрушили его карьеру). Агент Троя, МакАртур Паркер говорит, что снова вернётся к нему, если он останется с Сельмой. Трой начинает везде ходить вместе с Сельмой и его карьера постепенно восстанавливается. По совету агента Трой делает предложение Сельме и она соглашается.
В ночь перед свадьбой в «Таверне Мо» Трой рассказывает пьяному Гомеру об истинных причинах его брака: он планирует везде ходить с Сельмой, чтобы восстановить свою карьеру. Так как Гомер не собирается ничего предпринимать по этому поводу, Мардж и Пэтти говорят об этом сестре, но она думает, что они ей завидуют. Сельма спрашивает у Троя про их любовь, и он подтверждает, что их брак фиктивный. Трой говорит, что несмотря на то, что их брак фиктивный, у неё есть всё, о чём она могла мечтать и это будет вызывать зависть у девушек из других городов, после чего Сельма соглашается на брак. Паркер считает, что сможет заполучить Троя в фильм «МакБейн 4: Фатальный разряд» в роли помощника МакБейна, но у Троя будет больше шансов, если у него будет семья. Трой и Сельма пытаются зачать ребёнка, но Трой не чувствует себя комфортно с Сельмой и Сельма говорит, что не будет рожать детей в браке без любви, и они разводятся. Трой отказывается от роли напарника МакБейна, чтобы снять фильм «Замечательное изобретение профессора Хафнагелля».

## Культурные отсылки
- Название — отсылка к фильму «Рыбка по имени Ванда».
- В фильме с Троем МакКлюром «Маппеты в Средневековье» задействованы персонажи «Маппет-шоу».
- Когда Трой МакКлюр участвует в мюзикле «Планета обезьян», он поёт песню «Dr. Zaius», которая пародирует «Rock Me Amadeus» музыканта Falco.
- Сцена с курением Троя и Сельмы — отсылка к фильму «Вперёд, путешественник».
- Дом Троя — отсылка к дому «Хемосфера[укр.]».
- Автомобиль Троя МакКлюра — DeLorean DMC-12.
- Ведущий новостей, озвученный Хэнком Азария — отсылка к ведущему новостей «Intertainment Tonight» Джону Тэшу.
- Трой говорит про игуану Джуб-Джуб: «Везде, где хочешь быть», что является слоганом коммерческой VISA.
- Сценарист Кен Килер придумал имя МакАртур Паркер, ссылаясь на песню «MacArthur Park».
- Костюмы Сельмы сшиты по образцу одежды Мэрилин Монро.
- На свадьбе Гомер поёт песню Гари Глиттера «Rock and Roll».

## Отношение критиков и публики
В своём первоначальном американском вещании эпизод стал ( почти) 66-м, получив 7,8 миллионов по рейтингу Нильсена. Это был шестой самый высокий рейтинг шоу на сети Fox за ту неделю. Entertainment Weekly поставил эпизод на 8-е место из 25 лучших эпизодов. IGN назвала эпизод лучшим в 7 сезоне, сказав, что это очевидный выбор. Они назвали музыкальный номер лучшим моментом серии и, возможно, всего шоу. Позже сотрудник IGN Роберт Кэнинг прокомментировал: «Я хвалю талант Фила Хартмана, который намного лучше любого приглашённого гостя. И в заключении, конечно, эпизод умен, шутки смешны, но без Хартмана в роли Троя МакКлюра эпизод получил бы „C“. Хартман — это фантастика!». Майкл Моран из The Times назвал эпизод лучшей серией сериала.
Авторы книги «I Can’t Believe It’s a Bigger and Better Updated Unofficial Simpsons Guide» Уоррен Мартин и Адриан Вуд сказали, что рады из-за того, что главная роль наконец досталась Трою МакКлюру. Журнал Empire написал: «Этот эпизод — высшая точка шоу, хорошо поставленная „Планета обезьян“ — звёздный час Троя МакКлюра». Кимберли Плотс из AOL назвала эпизод № 14 в списке лучших эпизодов «Симпсонов». Дэйв Фостер из DVD Times похвалил эпизод, а также участие в звуковых комментариях Джеффа Голдблюма. Он написал: «Для тех, кто ещё не видел Троя МакКлюра в мюзикле „Планета обезьян“, должен сказать, что вы прожили жизнь зря. Музыкальная пародия отличительна, вызывает визуальное и слуховое восхищение во всем цикле, что гарантирует один из самых впечатляющих моментов из многих сезонов».